# Чашковщина
Чащковщина (бел. Чашкаўшчына) — деревня в Воропаевском сельсовете Поставского района Витебской области Белоруссии.

## Название
В метриках Лучайского костела встречается первоначальное название деревни Чащковщизна.

## История
В 1774 году деревня впервые упоминается в метрических книгах Лучайского костела:
«Чащковщизна. 25 сентября 1774 года ксендз Иоанн Романовский окрестил мальчика по имени Ладислав, сына Георгия и Марты Ясинских. Крестными были Теодор Лещик и Марианна Ясинская».